# علي خان (صوفي)

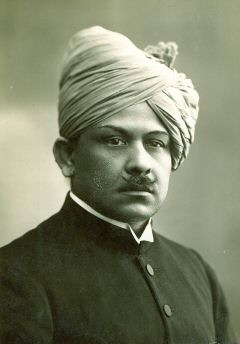
بير مرشد علي خان

بير مرشد محمد علي خان (1881-1958) كان زعيم الحركة الصوفية العالمية [الإنجليزية] منذ عام 1948 حتى وفاته. كان ابن عم ثانٍ لعناية خان، حفيد جد إنايت، وبالتالي وفقًا للعادات الهندية يُعتبر أخًا.
وُلِد علي خان في بارودا في 7 تموز 1881 وتوفي في 29 أيلول 1958 في لاهاي. دُفن في مقبرة أود إيكين دونين [الإنجليزية] في لاهاي. اسمه مكتوب على شاهد قبره بير مرشد محمد علي خان. بالإضافة إلى الموسيقى الكلاسيكية الهندية، تلقى علي خان تدريبًا في الموسيقى الأوروبية، وكان يعزف على البوق والترومبون والقربة. كان مهتمًا أيضًا في شبابه بالثقافة البدنية والمصارعة، والتي، على حد تعبير سيرة عناية خان، "أعدته ليصبح جدارًا من حديد للوقوف في دعم عناية ضد العديد من التأثيرات المعارضة".
في الغرب، واصل علي خان مسيرته الموسيقية، وتلقى تدريبًا في الغناء الأوبرالي على يد السيدة إيما نيفادا [الإنجليزية]، التي أدركت الإمكانات الكبيرة في صوته التينور، حتى أنه ظهر على مسرح لا سكالا .
كان يعتقد البعض أن علي خان يمتلك موهبة طبيعية في الشفاء، وهي الموهبة التي يقولون إنها تطورت بشكل لا يقاس من خلال تفانيه العميق. هناك العديد من القصص عن الأصدقاء والمريدين الذين تلقوا المساعدة من لمسته أو نظراته أو بالصلاة والشفاء الغائب، ولكن في الرد على شكرهم كان يشير بتواضع إلى السماء ويقول: "أنا لست الله".

## مصادر

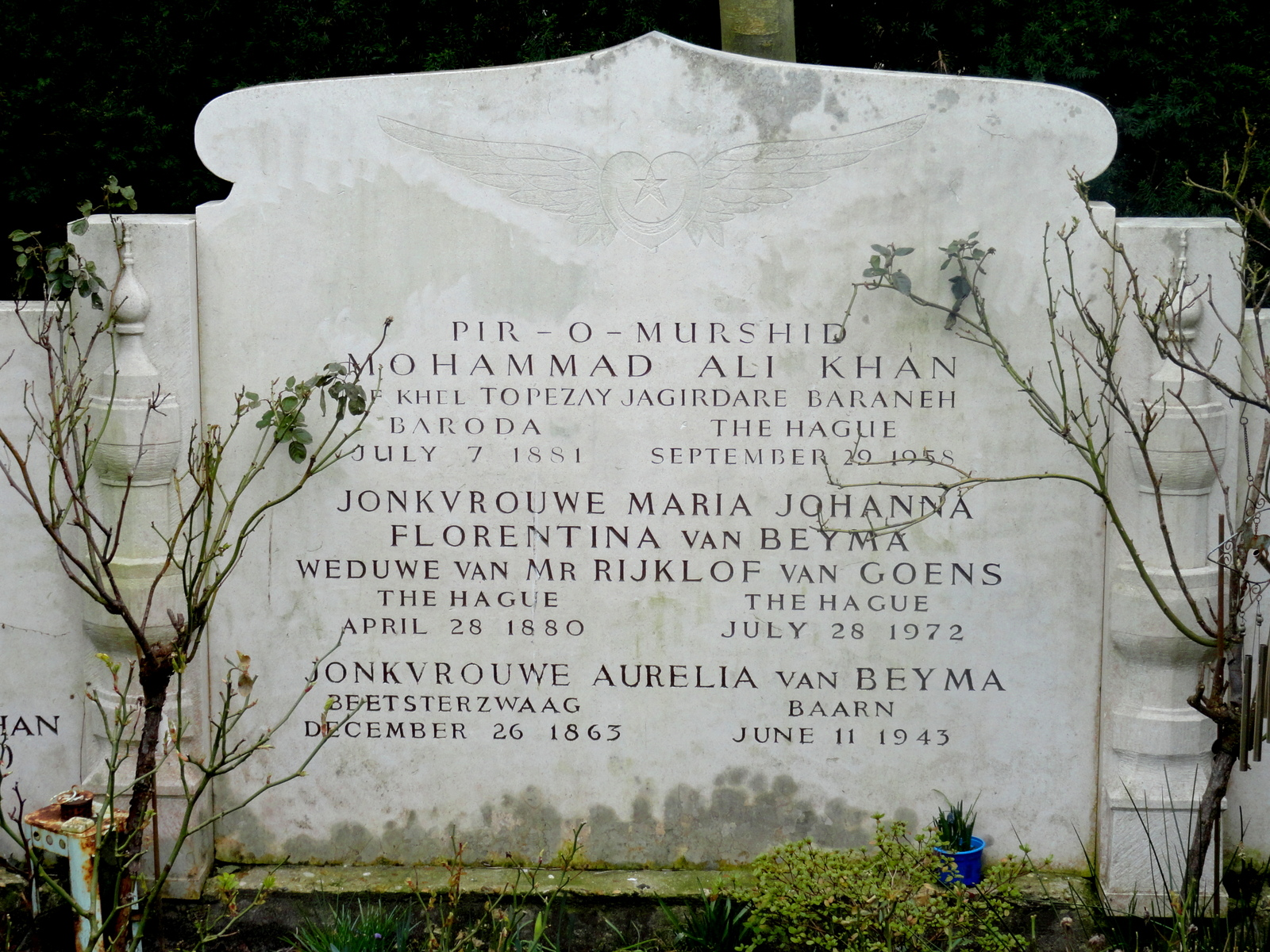
قبر بير المرشد محمد علي خان في مقبرة عود إيك أون دوينين في لاهاي